# Johannishütte
Janova chata (německy: Johannishütte) je horská chata v rakouských Alpách. Jako jedna z chat Alpského spolku je spravována mnichovskou sekcí Německého alpského spolku.
Byla postavena v roce 1858, pražští občané ji koupili v roce 1876.
Východní Alpy byly tehdy i pro alpinisty českých zemí, tehdy části Rakouska-Uherska, blízkým a tradičním cílem (a naší nejzápadnější hranicí byla východní část pobřeží Bodamského jezera).

## Poloha
Janova chata leží ve výšce 2121 m n. m. jihovýchodně od Großvenedigeru ve Východních Tyrolech v Rakousku.

## Příjezd
- autem: parkoviště Hinterbichl

## Výstup
- od Hinterbichl (1512 m) přes Gumpachkreuz, 2 hodiny

## Přechody, další chaty
- Defreggerhaus (2 962 m): 2 ½ h
- Kürsinger Hütte (2 549 m): 5 h
- Sajathütte (2 600 m): 2 ½ h
- Eisseehütte: 3 h
- Essener-Rostocker-Hütte: 3 h
- Bonn-Matreier-Hütte (2 750 m): 5 h

## Túry, výstupy na vrcholky
- Großvenediger (3674 m)
- Rainerhorn, Kleinvenediger, Schwarze Wand, Hoher Zaun